# Symphonic metal

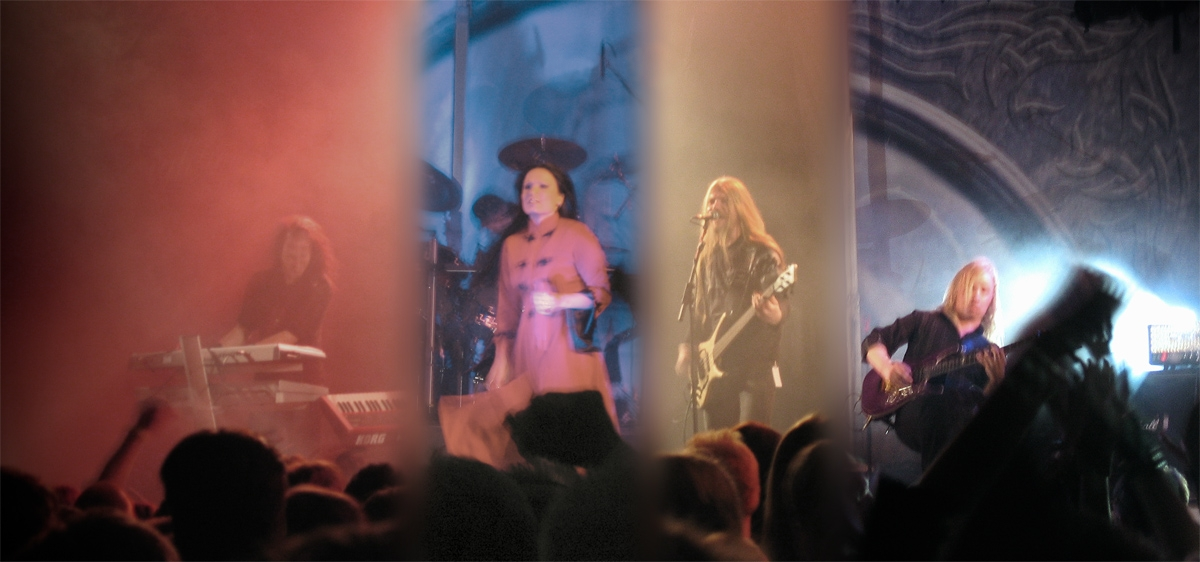
Nightwish, un dels grups més representatius del metal simfònic.

Symphonic metal és un terme emprat per descriure un estil musical de heavy metal que té elements simfònics, és a dir, que conté elements de so similars a les simfonies de música clàssica europea.
Aquest terme es refereix tant a un estil musical del metal com a diferents subgèneres d'aquest, tenint les dues formes d'utilització moltes variants.
Referit a grups de metal, es tracta de grups que afegeixen en la seva musicalitat la veu femenina i temes d'òpera clàssica per donar un sentit sonor de simfonia.
Referint-se a altres gèneres del metal, es tracta de grups que utilitzent temes clàssics menors o temes operístics, constituint-se en grups amb un ampli ventall de components i utilitzant elements clàssics com l'arpa, violins, etc.; o amb instruments recuperats de l'època medieval.

## Metal orquestral

### Característiques musicals
El metal orquestral és un gènere (a vegades anomenat òpera metal o simplement symphonic metal) que té les seves arrels, principalment, al death metal, al gothic metal primerenc, i al power metal; així com a la música clàssica.
El treball amb la guitarra i el baix sovint segueix el patró dels seus orígens gòtics o death, sintentitzant altres estils metal de la guitarra. Gèneres que se solen sintetitzar inclouen black metal i power metal, i de vegades s'afegeixen elements de rock o rock progressiu. Aquests elements es combinen amb altres de música clàssica, creant cançons amb una forta sensació simfònica.
Els teclats tenen un rol important en aquest tipus de música, i pot arribar a ser el centre on es focalitzen la resta d'instruments. Mentre que la resta d'instruments toquen parts simples, els teclats poden interpretar les parts més complexes musicalment. Es poden utilitzar tocant de forma solista per interpretar les parts clàssiques del tema.
Alguns grups poden utilitzar orquestres als concerts en viu o gravacions per interpretar les parts que el teclat pot interpretar.
L'atmosfera també hi té un paper important en les interpretacions, a vegades amb temes plens d'horror per evitar un sentiment d'alegria. Aquesta atmosfera es pot mantenir principalment amb el treball dels teclats.
Les lletres cobreixen un ampli ventall, basant-se principalment en temes fantàstics, l'edat mitjana o agafant directament temes utilitzats per l'òpera. Moltes vegades les lletres de les cançons, igual que en el gothic metal, es poden conjuntar per crear un sol fil argumental per tot l'àlbum (àlbums conceptuals).
Les veus del gènere Metal Orquestral es basen principalment en les veus femenines i la imatge que projecten les seves cantants, combinat amb cantants masculins amb veus molt greus o guturals. Les vocalistes tendeixen a utilitzar un estil de veu mezzo-soprano en un estil operístic. Altres tipus de veus es poden utilitzar en les cançons, encara que principalment s'utilitzen per realçar la veu principal o com a efecte dins la cançó.

### Grups
- Aesma Daeva
- After Forever
- Angtoria
- Delain
- Edenbridge
- Epica
- Haggard
- Luca Turilli's Dreamquest
- Midnight Agony
- Moi dix Mois
- Nightwish
- Offertorium
- Rain Fell Within
- Rhapsody of Fire
- Sirenia
- Therion
- Within Temptation

## Subgèneres simfònics

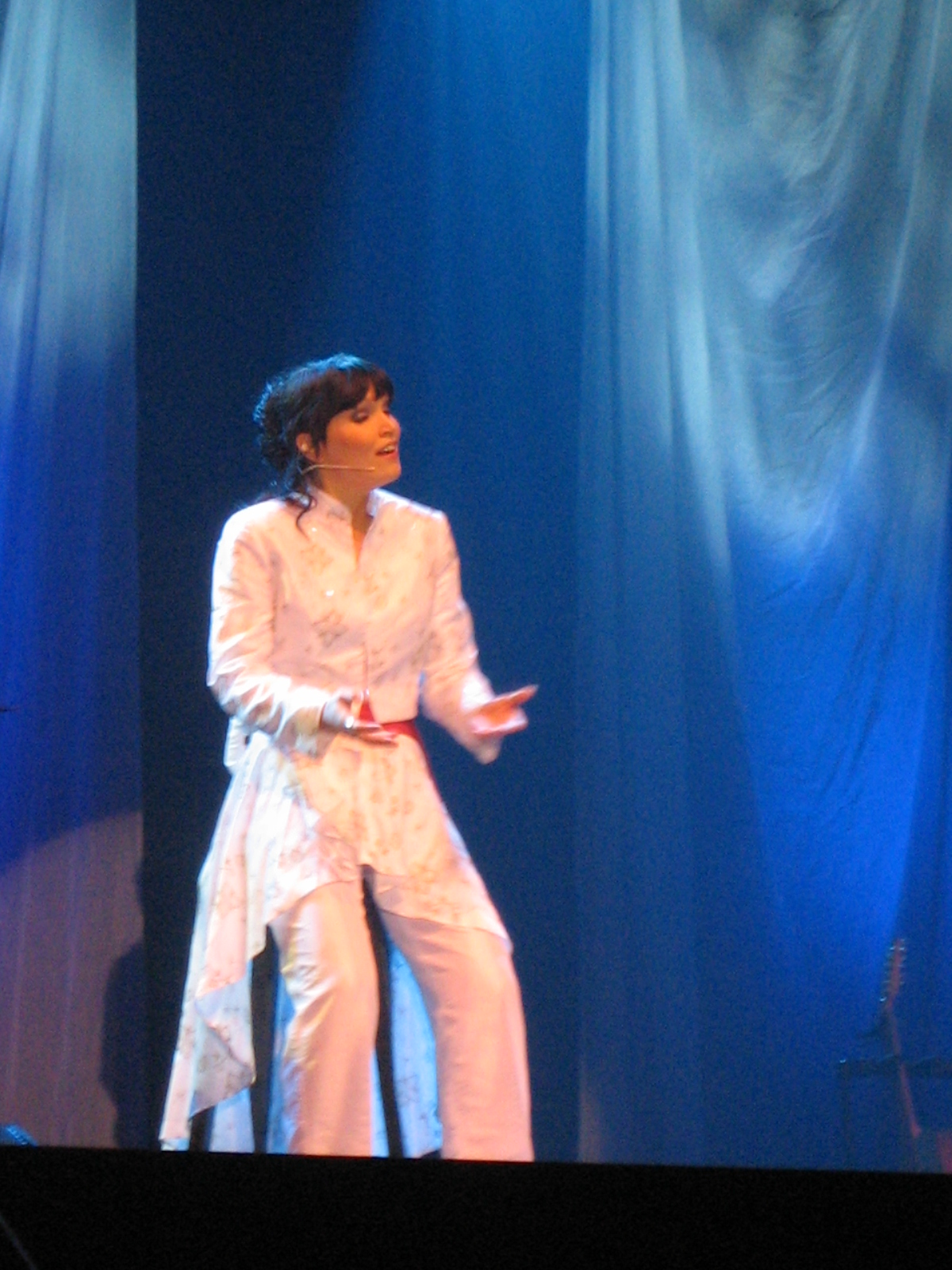
Tarja Turunen, vocalista de Nightwish, un exemple de la inclusió de veus femenines molt entrenades en el metal simfònic.

### Descripció
El metal simfònic, respecte altres gèneres del metal, inclou qualsevol grup que utilitza elements orquestrals, clàssics o una utilització del teclat per recrear sons orquestrals o de gothic metal. La utilització d'aspectes simfònics en diverses formes del metal s'ha fet durant anys, però malgrat això el metal simfònic només se centra en la utilització extensa d'aspectes simfònics en la composició dels àlbums.
Les bandes que només utilitzen aquests elements de forma esporàdica estan enumerades dins d'altres estils.

### Symphonic black metal
El symphonic black metal manté components similars als del melodic black metal, però fa una utilització més extensa dels teclats o d'instruments normalments utilitzats en la música clàssica. També pot incloure grups que fan una intensa utilització del teclat per generar l'atmosfera musical, com el doom metal o el gothic metal. Els aspectes simfònics d'aquest gènere solen formar part del grup, i s'utilitzen comunament durant tota la duració de la cançó.
Puristes black metal interpreten que aquest gènere no té res a veure amb el seu estil degut a les similituds d'aquest amb el gothic metal.

#### Grups Symphonic Black Metal
- Antestor (el nou álbum, "The Forsaken")
- Anorexia Nervosa
- Arcturus (Primers Treballs)
- Chthonic
- Cradle of Filth
- Darkwoods My Betrothed
- Diabolical Masquerade
- Dimmu Borgir
- Emperor (Alguns dels seus álbums)
- Limbonic Art
- Lux Occulta
- Morgul
- Odium
- Summoning
- Susperia
- Sothis)
- Twilight Ophera
- Thy Serpent

### Symphonic Power Metal
Aquest estil es refereix a grups power metal, que fan una utilització més extensa dels teclats o d'instruments normalments utilitzats en la música clàssica. Aquests elements addicionals sovint són utitiltzats com un element clau quan es comparen amb grups de power metal "normal", contribuint a afegir un nivell musical més ample i afegint més varietat de so.
Algunes vegades el power metal simfònic és considerat com una mescla de metal orquestral y power metal, degut al debat sobre l'ús del terme symphonic power metal entre els seus fans. Per exemple, Nightwish interpreta diversos elements orquestrals, mentre que Sonata Arctica interpreta més elements power.

#### Grups Symphonic power metal
- Angra
- Avantasia
- Blind Guardian (només als últims àlbums)
- Bride Adorned
- Fairyland
- Enslavement of Beauty
- Freedom Call
- Galneryus
- Isengard
- Kamelot
- Invictus
- Luca Turilli
- Lunatica
- Nightwish
- Rhapsody
- Seraphim
- Sonata Arctica
- Stratovarius
- Symphony X

### Variacions Simfòniques Indirectes
Els següents artistes no interpreten típicament variacions simfòniques del seu gènere, però de manera indirecta ho fan en ocasions específiques.
- Deep Purple (Concerto For Group and Orchestra)
- KISS (KISS Symphony: Alive 4)
- Manowar (Gods of War)
- Metallica (S&M)
- Queen (The Show Must Go On, Was It All Worth It)
- Rage (Classic Trilogy)
- Xandria (India)